# 兰帕登
兰帕登是德国莱茵兰-普法尔茨州的一个市镇。总面积8.16平方公里，总人口562人，其中男性273人，女性289人（2011年12月31日），人口密度69人/平方公里。